# Joseph Muñoz
Joseph Dámaso Muñoz Quintana (Callao, Perú, 6 de enero de 1990) es un futbolista peruano. Juega de lateral izquierdo y actualmente está sin equipo. Tiene 35 años. 

## Trayectoria
Nació en el Callao el 6 de enero de 1990. Realizó las divisiones menores en el Esther Grande de Bentín. A inicios del 2006 se probó en el Red Bull Salzburg de Austria. Después jugo por tres meses en el ATSV Sattledt de la Liga Juvenil Sub17. En la temporada 2008 fichó por el José Gálvez de Chimbote, equipo con el que jugó las tres últimas fechas del Torneo Apertura 2008. Su debut en Primera División se dio el sábado 12 de julio de 2008, en el partido que Gálvez perdió por 3-0 frente al Atlético Minero en Huancayo. Para el Clausura 2008 pasó a defender al Sport Boys del Callao, equipo que descendió a Segunda al final de la temporada.

## Selección nacional
Ha sido internacional con la Selección de fútbol del Perú en la categoría Sub-17,
En el 2007, la Selección de fútbol del Perú Sub-17 clasificó al mundial de la categoría tras ocupar el cuarto lugar en el Campeonato Sudamericano Sub-17 del 2007 realizado en Ecuador,y  el exitoso técnico que los dirigía era, nada menos, que Juan José Oré (exfutbolista que jugara en Universitario de Deportes).
En este torneo, Perú integró el Grupo "A" junto a Corea del Sur, Togo y Costa Rica. La selección peruana clasificó a octavos de final quedando primera en su grupo con 7 puntos, gracias a las victorias frente a Corea del Sur y Costa Rica, y un empate ante Togo. Esto le permitió al Perú ser la única selección invicta e imbatida del torneo que pasaba a octavos de final.
En los octavos de final, Perú clasificó a la siguiente fase, donde enfrentaría a Ghana. Una vez en cuartos de final, la habilidad colectiva del equipo se vio revestida a causa de la excesiva altura del conjunto africano y las deplorables condiciones de la cancha. El partido finalizó  2-0 a favor de los ghaneses.

### Participaciones en Copas del Mundo
| Mundial                               | Sede          | Resultado   |
| ------------------------------------- | ------------- | ----------- |
| Copa Mundial de Fútbol Sub-17 de 2007 | Corea del Sur | 4° de final |

## Clubes
| Club            | País | Año       |
| --------------- | ---- | --------- |
| José Gálvez FBC | Perú | 2008      |
| Sport Boys      | Perú | 2008      |
| Melgar          | Perú | 2009      |
| Sport Boys      | Perú | 2010-2015 |
| Cienciano       | Perú | 2016      |